# Aulacomnium heterostichum
Aulacomnium heterostichum là một loài rêu trong họ Aulacomniaceae. Loài này được Hedw. Bruch & Schimp. mô tả khoa học đầu tiên năm 1841.